# Чан Ки Ён
Чан Ки Ён  (장기용) — южно-корейский актер и модель. Родился в Ульсане 7 августа 1992 года. Стал популярен после ролей в корейских сериалах «Достойная пара» (2017), «Мой мистер» (2018) и «Приди и обними меня» (2018), «Поиск:WWW» (2019), «Мой сосед Кумихо» (2021)

## Биография
Дебютировал в качестве модели на Сеульской неделе моды в 2012 году, когда ему было 20.
В 2014 Ки Ён выиграл награду Fashion Model Award на церемонии Asian Model Awards. В том же году он дебютировал как актер в сериале It's Okay, That's Love. В конце того же года он прошел кастинг в сериалы Великая свадьба and Детективы-старшеклассницы из Сонам.
В 2017 он обрел популярность сыграв второго главного героя в «Достойная пара».
В 2018 получил второстепенную роль бессердечного сборщика налогов в «Мой мистер». Ки Ён получил свою первую главную мужскую роль в мелодраматическом сериале «Приди и обними меня», сыграв детектива, у которого запутанные отношения с подругой детства. В том же году подтвердился его дебют на большом экране в криминальном экшн фильме Плохие парни, основанном на драматическом сериале OCN Плохие парни.
В 2019 Чан получил главную роль в экшн драме OCN Kill It - ветеринар днем и безжалостный киллер ночью. В том же году он получил главную роль в романтической драме WWW, в которой будет играть директора компании и гениального композитора.
Снимался в клипе IU — Red Shoes.
Ли Сухёк был тем, кто вдохновил его стать моделью.
Его дебютным показом было 2012 S/S General Idea Чо Бум Сук.
Довольно близко дружит с моделью Пак Хён Сопом.
У него есть старший брат.
Хобби — пешие походы.
В детстве хотел стать доктором.
Любит баллады. Его любимая песня Wheesung «With Me.»
Любимый фильм Taegukgi (2004).
Думает, что выглядит как динозавр.

## Фильмография

### Дорамы
| Year | Title                              | Role          | Network       | Ref.   |
| ---- | ---------------------------------- | ------------- | ------------- | ------ |
| 2014 | Всё в порядке, это любовь          | Сэм           | SBS           | [ 7 ]  |
| 2014 | Великая свадьба                    | Бэ Ды Ро      | TV Chosun     | [ 8 ]  |
| 2014 | Детективы-старшеклассницы из Сонам | Ан Чэ Чжун    | JTBC          | [ 9 ]  |
| 2015 | Это моя любовь                     | Ли Сок Тэ     | JTBC          | [ 10 ] |
| 2015 | Мы расстались                      | Со Хён У      | Naver TV Cast | [ 11 ] |
| 2016 | Beautiful Mind                     | Нам Хо Юн     | KBS2          | [ 12 ] |
| 2016 | Тысяча лет любви                   | Джейсон       | Naver TV Cast | [ 13 ] |
| 2017 | The Liar and His Lover             | Чжи Ин Хо     | tvN           | [ 14 ] |
| 2017 | Некий парень                       | Сонг Ки Чже   | Naver TV Cast | [ 15 ] |
| 2017 | Достойная пара                     | Чжон Нам Гиль | KBS2          | [ 1 ]  |
| 2017 | Парень по соседству                | Сон Ки Чжэ    | Dingo Studios | [ 16 ] |
| 2018 | Мой мистер                         | Ли Кван Иль   | tvN           | [ 17 ] |
| 2018 | Приди и обними меня                | Чэ До Чжин    | MBC           | [ 18 ] |
| 2020 | Рожденные вновь                    |               |               |        |
| 2024 | Хотя я и не герой                  |               |               |        |

### Шоу
| Year | Title            | Network | Notes          | Ref.   |
| ---- | ---------------- | ------- | -------------- | ------ |
| 2016 | Tribe of Hip Hop | JTBC    | Вошел в Топ-10 | [ 19 ] |

### Музыкальные видео
| Year | Title           | Artist        | Ref.   |
| ---- | --------------- | ------------- | ------ |
| 2013 | Red Shoes       | IU            | [ 20 ] |
| 2013 | Friday          | IU            | [ 21 ] |
| 2016 | When in Hongdae | Hongdae Kwang | [ 22 ] |
| 2016 | The End         | Kwon Jin-ah   | [ 23 ] |

## Дискография
| Year | Title                            | Notes                                        |
| ---- | -------------------------------- | -------------------------------------------- |
| 2013 | «EyeKiss» (with Lovelybut)       | From '사랑의 단상 Chapter.4 You And Me Song' |
| 2017 | «Some Guys» (with Choi Woo-shik) | From an OST of the web series Some Guy       |

## Награды и номинации
| Year | Award                                 | Category            | Nominated work    | Result    | Ref.   |
| ---- | ------------------------------------- | ------------------- | ----------------- | --------- | ------ |
| 2014 | 9th Asia Model Awards                 | Fashion Model Award | н/д               | Победа    | [ 24 ] |
| 2015 | 30th Korea’s Best Dresser Swan Awards | Best Dressed Model  | н/д               | Победа    | [ 25 ] |
| 2017 | 31st KBS Drama Awards                 | Best New Actor      | Confession Couple | Номинация |        |